# 贝蒂娜·维格曼
贝蒂娜·维格曼（德語：Bettina Wiegmann，1971年10月7日—），德国女子足球运动员。她曾代表德国参加1996年和2000年夏季奥林匹克运动会足球比赛，其中2000年奥运会获得一枚铜牌。